# Доктор Хаус (3-й сезон)
Третий сезон американского телесериала «Доктор Хаус», премьера которого состоялась на канале Fox 5 сентября 2006 года, а заключительная серия вышла 29 мая 2007 года, состоит из 24-х эпизодов.

## В ролях

### Основной состав
- Хью Лори — доктор Грегори Хаус
- Лиза Эдельштейн — доктор Лиза Кадди
- Омар Эппс — доктор Эрик Форман
- Роберт Шон Леонард — доктор Джеймс Уилсон
- Дженнифер Моррисон — доктор Эллисон Кэмерон
- Джесси Спенсер — доктор Роберт Чейз

### Второстепенный состав
- Дэвид Морс — детектив Майкл Триттер
- Стефани Вендитто — сестра Бренда Превин
- Кадим Хардисон — адвокат Говард Гемейнер
- Лейтон Мистер — Эли
- Эдвард Эдвардс — Ричард Макнил
- Рон Перкинс — доктор Рон Симпсон
- Чарльз С. Даттон — Родни Форман

### Приглашённые актёры
- Скайлер Джизондо — Клэнси Грин (эпизод 3×2 — «Каин и Авель»)
- Шерил Ли — Стефани, мать Клэнси Грина (эпизод 3×2 — «Каин и Авель»)
- Джейсон Уинстон Джордж — пожарный (эпизод 3×11 — «Слова и дела»)
- Кертвуд Смит — доктор Объедков (эпизод 3×15 — "Недоумок")
- Дэйв Мэтьюс — Патрик Объедков, пианист (эпизод 3×15 — "Недоумок")
- Педж Вахдат — Хамид (эпизод 3×18 — «В воздухе»)
- Джоэль Мур — Эдди (эпизод 3×19 — «Веди себя по-взрослому»)
- Карла Галло — Джейни (эпизод 3×19 — «Веди себя по-взрослому»)

## Эпизоды
| № общий | № в сезоне | Название                                               | Режиссёр             | Автор сценария                                                                                                | Дата премьеры    | Зрители в США (млн) |
| --- | ---------- | ------------------------------------------------------ | -------------------- | --- | ---------------- | ------------------- |
| 47 | 1          | «Смысл» «Meaning»                                      | Деран Сарафян        | Сюжет : Рассел Френд, Гарретт Лернер, Лоуренс Каплоу и Дэвид Шор Телесценарий : Лоуренс Каплоу и Дэвид Шор    | 5 сентября 2006  | 19.55               |
| Неизлечимо больной и парализованный Ричард направляет свою инвалидную коляску в бассейн. Все убеждены, что это несчастный случай, и только Хаус, думает, что он пытался покончить с собой. Хаус, который только что вернулся в госпиталь после операции и больше не мучается от болей в ноге, считает, что в его действиях скрывается какой-то иной смысл. Молодую девушку Карен неожиданно парализовало во время занятий йогой. На этот раз все считают, что Карен серьёзно больна, и только Хаус думает, что нет. Диагноз: Ричард — болезнь Аддисона, Карен — цинга |            |                                                        |                      | |                  |                     |
| 48 | 2          | «Каин и Авель» «Cane and Able»                         | Дэниел Сакхайм       | Сюжет : Рассел Френд, Гарретт Лернер, Лоуренс Каплоу и Дэвид Шор Телесценарий : Рассел Френд и Гарретт Лернер | 12 сентября 2006 | 15.74               |
| Клэнси, 7-летний мальчик, который уверен, что его похищали пришельцы, попадает в госпиталь с ректальным кровотечением. Странный металлический предмет, который Чейз находит у него в шее, наводит команду Хауса на мысль, что фантазии мальчика — не такие уж и фантазии. Боли Хауса становятся сильнее, и Кадди решает сознаться во лжи: она скрывала от Хауса, что его последний пациент выздоровел. Диагноз: Химеризм |            |                                                        |                      | |                  |                     |
| 49 | 3          | «Официальное согласие» «Informed Consent»              | Лора Иннес           | Дэвид Фостер                                                                                                  | 19 сентября 2006 | 13.67               |
| Знаменитый врач Эзра Пауэлл после бесплодных попыток поставить ему диагноз требует от Хауса помочь ему покончить с жизнью. А 17-летней дочери другого пациента понравился Хаус. Диагноз: Застойная сердечная недостаточность из-за старческого амилоидоза (белок AA) сердца (пациент умирает) |            |                                                        |                      | |                  |                     |
| 50 | 4          | «Линии на песке» «Lines in the Sand»                   | Ньютон Томас Сигел   | Дэвид Хоселтон                                                                                                | 26 сентября 2006 | 14.52               |
| 10-летний мальчик, страдающий от аутизма, постоянно кричит, но не может объяснить, почему. Хаус не желает работать в своём кабинете, пока Кадди не вернёт туда залитый его кровью старый ковёр. Но так же, как и мальчик, он не может объяснить, зачем это ему понадобилось. Диагноз: Аскарида енота |            |                                                        |                      | |                  |                     |
| 51 | 5          | «Любовь зла» «Fools for Love»                          | Дэвид Платт          | Питер Блейк                                                                                                   | 31 октября 2006  | 14.18               |
| В госпиталь попадает девушка с болями в животе, а затем и её муж. Команда предполагает, что их заболевания могут быть связаны. Не зная об опасных последствиях, Хаус пренебрежительно относится к одному из пациентов клиники. Диагноз: Наследственный ангионевротический отёк (отёк Квинке) |            |                                                        |                      | |                  |                     |
| 52 | 6          | «Будь, что будет» «Que Será, Será»                     | Деран Сарафян        | Томас Л. Моран                                                                                                | 7 ноября 2006    | 16.11               |
| Невероятно толстый пациент (220 кг) найден в коме. После того как он приходит в себя в госпитале, он требует, чтобы команда Хауса поставила диагноз, не связанный с его весом. Детектив Триттер объявляет Хаусу вендетту. Диагноз: Мелкоклеточная карцинома лёгкого |            |                                                        |                      | |                  |                     |
| 53 | 7          | «Сын коматозника» «Son of Coma Guy»                    | Дэн Аттиас           | Дорис Иган | 14 ноября 2006   | 14.60               |
| Хаусу удаётся на время разбудить больного, долгие годы пролежавшего в коме, для того чтобы тот помог поставить диагноз собственному сыну. А Триттер пытается поссорить членов команды Хауса. Диагноз: Миоклоническая эпилепсия с рваными мышечными волокнами (Синдром MERRF) |            |                                                        |                      | |                  |                     |
| 54 | 8          | «Из огня да в полымя» «Whac-A-Mole»                    | Дэниел Сакхайм       | Памела Дэвис                                                                                                  | 21 ноября 2006   | 15.20               |
| 18-летний подросток, единственная опора младшего брата и сестры, попадает в госпиталь с сердечным приступом и рвотой. Хаус превращает лечение в игру, предлагая Кэмерон, Форману и Чейзу самим поставить диагноз. Однако игра быстро заканчивается, а поиск диагноза только начинается. А детектив Триттер пытается сделать существование Уилсона невыносимым. Диагноз: Хронический гранулёматоз Вегенера |            |                                                        |                      | |                  |                     |
| 55 | 9          | «В поисках Иуды» «Finding Judas»                       | Деран Сарафян        | Сара Хесс | 28 ноября 2006   | 17.30               |
| Разведённые родители маленькой Элис постоянно ссорятся, и Хаусу приходится обратиться в суд, чтобы начать лечение девочки. У Хауса кончился викодин, но никто не хочет выписывать ему новые рецепты. Диагноз: Эритропоэтическая протопорфирия |            |                                                        |                      | |                  |                     |
| 56 | 10         | «Крошечное весёлое Рождество» «Merry Little Christmas» | Тони То              | Лиз Фридман                                                                                                   | 12 декабря 2006  | 11.77               |
| Хаус заинтересован пациенткой-карликом, недавно перенёсшей коллапс лёгкого. Уилсон заключает сделку с Триттером, и через три дня Хаус должен начать реабилитационный курс, либо ему придётся сесть в тюрьму. Кадди шантажирует Хауса интересной пациенткой и викодином, заставляя пойти на сделку. Рождественский эпизод. Диагноз: Гистиоцитоз из клеток Лангерганса |            |                                                        |                      | |                  |                     |
| 57 | 11         | «Слова и дела» «Words and Deeds»                       | Дэниел Сакхайм       | Леонард Дик                                                                                                   | 9 января 2007    | 17.78               |
| Пожарный доставлен в госпиталь с необычно высокой температурой и признаками дезориентации, а Хаус должен предстать перед судом — он обвиняется в незаконном хранении наркотиков. Диагноз: Менингиома спинного мозга |            |                                                        |                      | |                  |                     |
| 58 | 12         | «Один день — одна комната» «One Day, One Room»         | Хуан Хосе Кампанелья | Дэвид Шор | 30 января 2007   | 27.34               |
| Кадди пытается превратить работу Хауса в клинике в игру, но Хаус встречает там Еву, недавно пережившую изнасилование, и игры заканчиваются. А к Кэмерон попадает бездомный со сложной судьбой. Диагноз: Ева — хламидиоз и беременность, бездомный — рак лёгкого (бездомный умирает) |            |                                                        |                      | |                  |                     |
| 59 | 13         | «Иголка в стоге сена» «Needle in a Haystack»           | Питер О’Фэллон       | Дэвид Фостер                                                                                                  | 6 февраля 2007   | 24.88               |
| Команда Хауса сталкивается со множеством проблем, общаясь с семьёй подростка-цыгана, попавшего в госпиталь с кровотечением и проблемами дыхания. А Хаус занят вызовом, который бросила ему Кадди. Диагноз: Непереварившаяся зубочистка |            |                                                        |                      | |                  |                     |
| 60 | 14         | «Бесчувственность» «Insensitive»                       | Деран Сарафян        | Мэттью В. Льюис                                                                                               | 13 февраля 2007  | 25.99               |
| В День святого Валентина девушка, неспособная чувствовать боль, попадает в автомобильную аварию. Если бы не высокая температура, можно было бы предположить, что она почти не пострадала. Диагноз: Дифиллоботриоз |            |                                                        |                      | |                  |                     |
| 61 | 15         | «Недоумок» «Half-Wit»                                  | Кэти Джейкобс        | Лоуренс Каплоу                                                                                                | 6 марта 2007     | 24.40               |
| Гениальный пианист неожиданно теряет способность играть. Но команда Хауса никак не может сосредоточиться на пациенте: они заподозрили, что у Хауса рак. Диагноз: Синдром Такаясу (болезнь отсутствия пульса) |            |                                                        |                      | |                  |                     |
| 62 | 16         | «Совершенно секретно» «Top Secret»                     | Деран Сарафян        | Томас Л. Моран                                                                                                | 27 марта 2007    | 20.80               |
| Морской пехотинец, вернувшийся из Ирака, страдает от синдрома Войны в заливе. А Хауса мучают странные сны и неспособность мочиться. Диагноз: Наследственная геморрагическая телеангиэктазия (болезнь Рандю-Вебера-Ослера), Артериовенозная мальформация |            |                                                        |                      | |                  |                     |
| 63 | 17         | «Положение плода» «Fetal Position»                     | Мэтт Шекман          | Рассел Френд и Гарретт Лернер                                                                                 | 3 апреля 2007    | 20.35               |
| У беременной женщины инсульт. Когда у неё начинают отказывать почки, Хаус рекомендует ей аборт, но доктор Кадди одержима желанием спасти ребёнка во что бы то ни стало. Диагноз: Эмма — материнский зеркальный синдром, ребёнок — неиммунная водянка плода, кистозно-аденоматозный порок развития лёгкого. |            |                                                        |                      | |                  |                     |
| 64 | 18         | «В воздухе» «Airborne»                                 | Элоди Кин            | Дэвид Хоселтон                                                                                                | 10 апреля 2007   | 21.57               |
| Хаус и Кадди возвращаются с конференции в Сингапуре. На борту самолёта таинственная болезнь одного из пассажиров грозит превратиться в эпидемию, а Уилсон и команда Хауса в госпитале Принстон-Плейнсборо пытаются поставить диагноз пожилой женщине, страдающей от постоянных припадков. Диагноз: Пенг — кессонная болезнь, другие пассажиры — массовая истерия, Фрэн — отравление метилбромидом |            |                                                        |                      | |                  |                     |
| 65 | 19         | «Веди себя по-взрослому» «Act Your Age»                | Дэниел Сакхайм       | Сара Хесс | 17 апреля 2007   | 22.41               |
| У 6-летней девочки симптомы совсем не детской болезни. Пока Хаус пытается поставить ей диагноз, симптомы появляются и у её брата. Диагноз: Преждевременное половое созревание из-за попадания в организм тестостерона |            |                                                        |                      | |                  |                     |
| 66 | 20         | «Воспитание щенков» «House Training»                   | Пол Маккрейн         | Дорис Иган | 24 апреля 2007   | 20.81               |
| Девушка неожиданно теряет способность принимать решения. Пока Хаус и его команда пытаются спасти её, у Формана появляются личные мотивы. Диагноз: Золотистый стафилококк (пациентка умирает) |            |                                                        |                      | |                  |                     |
| 67 | 21         | «Семья» «Family»                                       | Дэвид Стрэйтон       | Лиз Фридман                                                                                                   | 1 мая 2007       | 21.13               |
| 14-летний Ник страдает от лейкемии, и его последняя надежда — трансплантация костного мозга, донором которого должен был стать его младший брат Мэтт. Но Мэтт неожиданно начинает чихать, и Хаусу и его команде нужно как можно скорее выяснить, что случилось с Мэттом, или Мэтт и его брат умрут. Хаус между тем ведёт сражение с псом Уилсона Гектором, а Форман не может забыть об ошибке, которую сделал на прошлой неделе. Диагноз: Гистоплазмоз (болезнь Дарлинга)                                                                                             |            |                                                        |                      | |                  |                     |
| 68 | 22         | «Увольнение» «Resignation»                             | Марта Митчелл        | Памела Дэвис                                                                                                  | 8 мая 2007       | 21.36               |
| 19-летняя студентка начинает кашлять кровью во время занятий по каратэ. Кажется, что Хаус готов убить пациентку, чтобы поставить ей диагноз. Форман заявляет о своём увольнении, а Хаус решает провести эксперимент над Уилсоном, не подозревая, что Уилсон замыслил то же самое. Диагноз: Попытка самоубийства моющим средством, вызвавшая рубцевание кишечника |            |                                                        |                      | |                  |                     |
| 69 | 23         | «Гадёныш» «The Jerk»                                   | Дэниел Сакхайм       | Леонард Дик                                                                                                   | 15 мая 2007      | 21.19               |
| Натан Харрисон, 16-летний шахматный гений, выиграв партию, неожиданно избивает своего соперника. Отвратительный характер пациента заставляет команду Хауса предположить, что болезнь влияет на его психику. Форман подозревает Хауса в попытке сорвать собеседование на новую работу. Диагноз: Гемохроматоз (наследственное нарушение обмена железа) |            |                                                        |                      | |                  |                     |
| 70 | 24         | «Человеческий фактор» «Human Error»                    | Кэти Джейкобс        | Томас Л. Моран и Лоуренс Каплоу                                                                               | 29 мая 2007      | 17.23               |
| На обследование к доктору Хаусу приезжает семейная пара с Кубы. Женщина тяжело больна, но все результаты её анализов и заключения врачей утонули во время кораблекрушения. Хаус считает, что лечение кубинских врачей было неправильным, и дело в чём-то другом. Так оно в результате и оказывается, но команда распадается, и что будет дальше, по ироничному выражению Хауса, «знает только Бог». Диагноз: Врождённый порок сердца — третья коронарная артерия |            |                                                        |                      | |                  |                     |